# Liste der Geotope in Oldenburg (Oldb)
Die Liste der Geotope in Oldenburg (Oldb) nennt die Geotope in der kreisfreien Stadt Oldenburg (Oldb) in Niedersachsen.
| Geotop-Nr. | Bezeichnung         | Ort | Bemerkung | Koordinaten                 | Bild           |
| ---------- | ------------------- | --- | --- | --------------------------- | -------------- |
| 2815/01    | Gellener Torfmöörte | im Gebiet der Städte Oldenburg (Oldb) und Elsfleth (Landkreis Wesermarsch) und der Gemeinde Rastede (Landkreis Ammerland). | Geotoptyp: Niedermoor. Größe: 120 ha, davon 1,0 ha in der Stadt Oldenburg. Petrographie: Niedermoor mit Resthochmoorflächen, liegt zwischen zwei Hochmooren. Naturschutzgebiet NSG-WE 137 "Gellener Torfmöörte". | 53° 11′ 24″ N, 8° 19′ 12″ O | weitere Bilder |